# 1918 en musique classique
| \| • Retour à la chronologie générale de la musique classique • \| |
| Grèce • Rome • Haut Moyen Âge • VIIIe siècle • IXe siècle • Xe siècle • XIe siècle XIIe siècle • XIIIe siècle • XIVe siècle • XVe siècle • XVIe siècle • XVIIe siècle XVIIIe siècle • XIXe siècle • XXe siècle • XXIe siècle |
| • Retour à la chronologie générale de la musique classique • |

| Années en musique classique : 1915 - 1916 - 1917 - 1918 - 1919 - 1920 - 1921    |
| Décennies en musique classique : 1880 - 1890 - 1900 - 1910 - 1920 - 1930 - 1940 |

## Événements

### Créations
- 21 janvier : Lodoletta, opéra de Pietro Mascagni, dirigé par Toscanini, est créé à New York.
- 3 mars : Deuxième Quatuor à cordes, opus 17 de Béla Bartók à Budapest.
- 19 mars : Sonate pour violon et piano no 1 d’Arthur Honegger.
- 21 avril : Symphonie no 1 en ré majeur de Sergueï Prokofiev, créée à Petrograd.
- 25 avril : Die Gezeichneten (Les Stigmatisés), opéra allemand de Franz Schreker, créé à Francfort.
- 7 mai : Sonate pour violoncelle seul (op.8) de Zoltán Kodály, créée par Jenö Kerpely.
- 24 mai : Le Château de Barbe-Bleue, opéra de Béla Bartók est créé à Budapest.
- 29 septembre : Histoire du soldat, drame musical d’Igor Stravinsky est créé à Lausanne.
- 29 septembre : Les Planètes de Gustav Holst, œuvre créée à Londres.
- 22 octobre : audition à Rio de Janeiro de la Première Petite Symphonie de Darius Milhaud.
- 14 décembre : Il trittico, opéra de Giacomo Puccini, créé au Metropolitan Opera de New York.
- 17 décembre : Symphonie no 2, de Leevi Madetoja, créée à Helsinki par l'Orchestre philharmonique d'Helsinki sous la direction de Robert Kajanus.

Date indéterminée
- La Symphonie no 1 de Willem Pijper, créée par Willem Mengelberg et l'Orchestre du Concertgebouw.
- Le Trio pour piano, violon et violoncelle de Guy Ropartz est créé.
- Le compositeur français Erik Satie compose Socrate.

### Autres
- 15 janvier : Premier concert du groupe des Nouveaux Jeunes (Darius Milhaud, Germaine Tailleferre, Francis Poulenc, Arthur Honegger, Georges Auric et Roland-Manuel).
- 27 novembre :  Richard Strauss est nommé à la tête de l’opéra de Vienne.
- 30 novembre :  Fondation de l'Orchestre de la Suisse Romande.
- 11 décembre : Fondation de l'Orchestre de Cleveland.

Date indéterminée
- Prokofiev (mai), puis Rachmaninov (1er novembre) s’installent aux États-Unis.
- Fondation de l'Orchestre philharmonique de Rotterdam.
- Fondation de l'Orchestre symphonique national d'Ukraine.

## Naissances

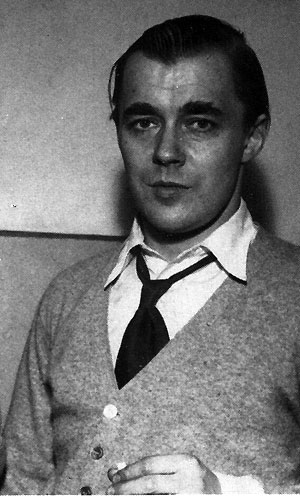
Sixten Ehrling

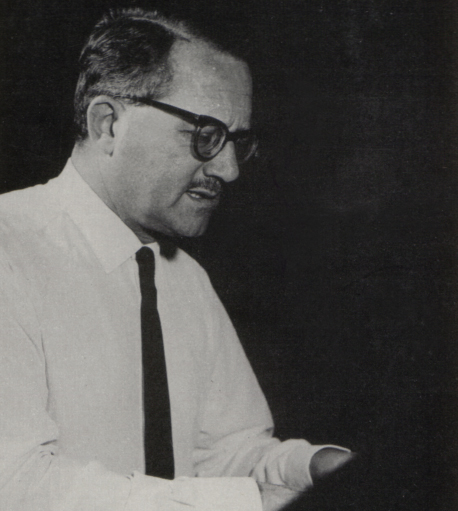
Michel Briguet

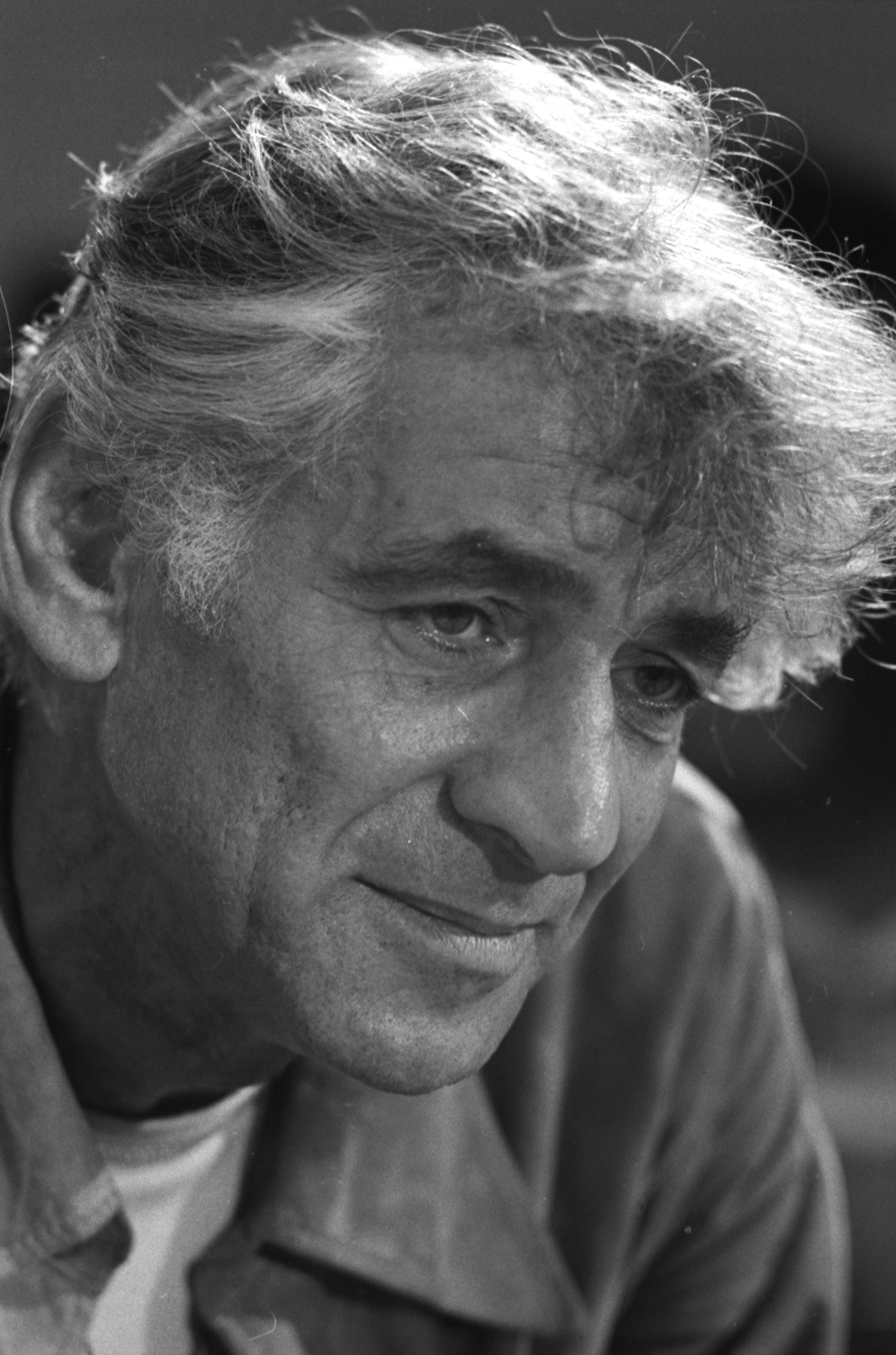
Leonard Bernstein

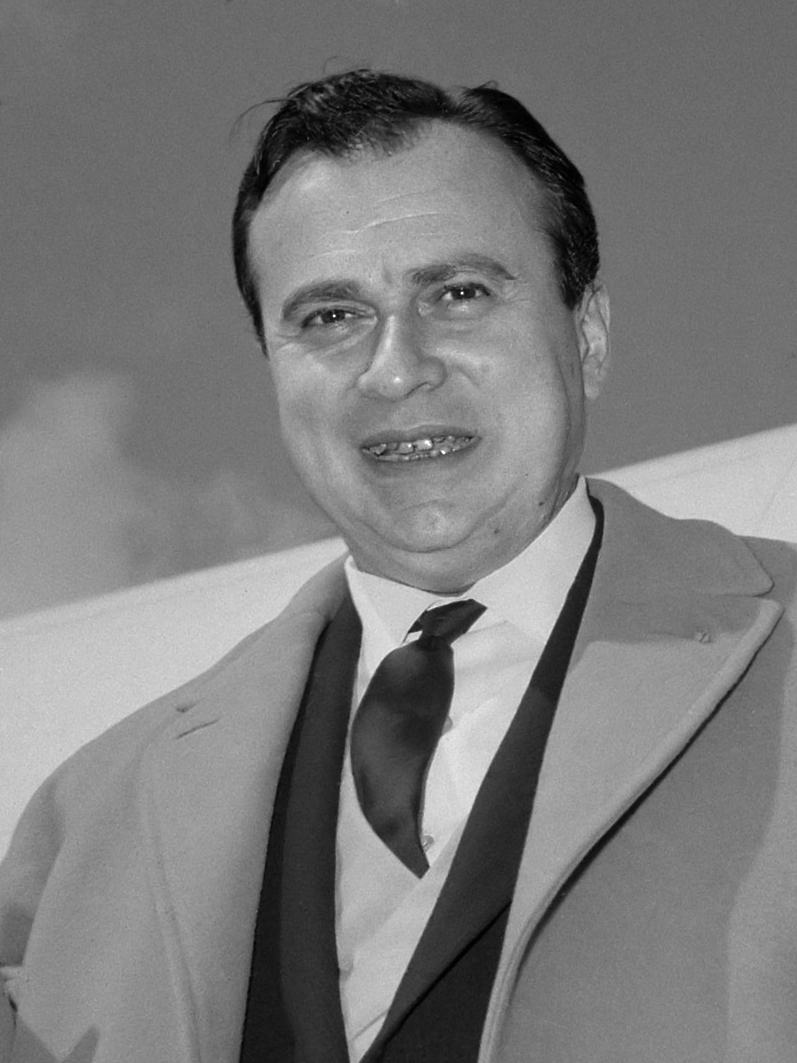
Henryk Szeryng

- 1er janvier : Yolande de Brossard, pianiste, pédagogue et musicologue française († 14 décembre 2007).
- 18 janvier :
  - Bronislav Stayevski, pianiste soviétique et russe († 3 mars 1974).
  - Ricard Viladesau, soliste († 26 janvier 2005).
- 21 janvier : Miquel Asins, compositeur espagnol († 26 octobre 1996).
- 24 janvier : Gottfried von Einem, compositeur autrichien († 12 juillet 1996).
- 30 janvier : Jaroslav Krombholc, chef d'orchestre tchèque († 16 juillet 1983).
- 5 février : Gara Garayev, compositeur soviétique et azerbaïdjanais († 13 mai 1982).
- 3 mars : Alfred Dürr, musicologue allemand († 7 avril 2011).
- 20 mars : Bernd Alois Zimmermann, compositeur allemand († 10 août 1970).
- 23 mars : Matilde Salvador, compositrice espagnole († 5 octobre 2007).
- 28 mars : Anselmo Colzani, baryton italien († 19 mars 2006).
- 3 avril : Sixten Ehrling, chef d'orchestre suédois († 13 février 2005).
- 25 avril : Astrid Varnay, soprano suédoise naturalisée américaine († 4 septembre 2006).
- 17 mai : Birgit Nilsson, soprano dramatique suédoise († 25 décembre 2005).
- 28 mai : Írma Kolássi, mezzo-soprano grecque († 27 mars 2012).
- 9 juin : Lila Lalauni, pianiste et compositrice grecque († 12 février 1996).
- 18 juin : Lina Pires de Campos, pianiste, professeur de musique et compositrice brésilienne († 14 avril 2003).
- 26 juin : Roger Voisin, trompettiste américain († 13 février 2008).
- 5 juillet : George Rochberg, compositeur américain († 29 mai 2005).
- 10 juillet : John Frandsen, organiste et chef d'orchestre danois († 18 juillet 1996).
- 14 juillet : Maria Murano, artiste lyrique française († 10 janvier 2009).
- 19 juillet : Claude Lavoie, organiste et pédagogue québécois († 7 mai 2014).
- 24 juillet : Ruggiero Ricci, violoniste américain († 6 août 2012).
- 27 juillet : Leonard Rose, violoncelliste américain († 16 novembre 1984).
- 3 août : Olivier Alain, compositeur, organiste et musicologue français († 28 février 1994).
- 12 août : Michael Minsky, chanteur d'opéra baryton († 9 octobre 1988).
- 15 août : Raymond Gallois-Montbrun, compositeur et violoniste français († 13 août 1994).
- 21 août : Miriam Pirazzini, mezzo-soprano italienne († 25 décembre 2016).
- 23 août : Michel Briguet, musicien, pianiste, musicologue et pédagogue français († 5 mai 1997).
- 25 août : Leonard Bernstein, compositeur, chef d'orchestre et pianiste américain († 14 octobre 1990).
- 14 septembre : Paul Bonneau, chef d'orchestre et compositeur français († 8 juillet 1995).
- 16 septembre : Herbert Ruff, pianiste, chef d'orchestre et compositeur polonais († 19 mai 1985).
- 22 septembre : Henryk Szeryng, violoniste mexicain d'origine polonaise († 8 mars 1988).
- 6 octobre : Sidney Sutcliffe, hautboïste britannique († 5 juillet 2001)
- 8 octobre : Kurt Redel, flûtiste et chef d'orchestre allemand († 12 février 2013).
- 16 octobre : Géori Boué, soprano française († 5 janvier 2017).
- 26 octobre : Eric Ericson, chef de chœur suédois († 16 février 2013).
- 8 novembre : Gayane Chebotaryan, compositrice et musicologue arménienne († 16 janvier 1998).
- 14 novembre : Jean Madeira, cantatrice contralto américaine († 10 juillet 1972).
- 20 novembre : Tibor Frešo, compositeur et chef d'orchestre slovaque († 27 juillet 1987).
- 26 novembre : Stig Westerberg, chef d'orchestre suédois († 1er juillet 1999).
- 7 décembre : Jórunn Viðar, compositrice et pianiste islandaise († 27 février 2017).
- 8 décembre : Gérard Souzay, baryton français († 17 août 2004)
- 23 décembre : Tony Poncet, ténor français († 13 novembre 1979).
- 29 décembre : Mado Robin, cantatrice soprano française († 10 décembre 1960).

Date indéterminée
- Francisco Llácer Pla, compositeur espagnol († 2002).

## Décès

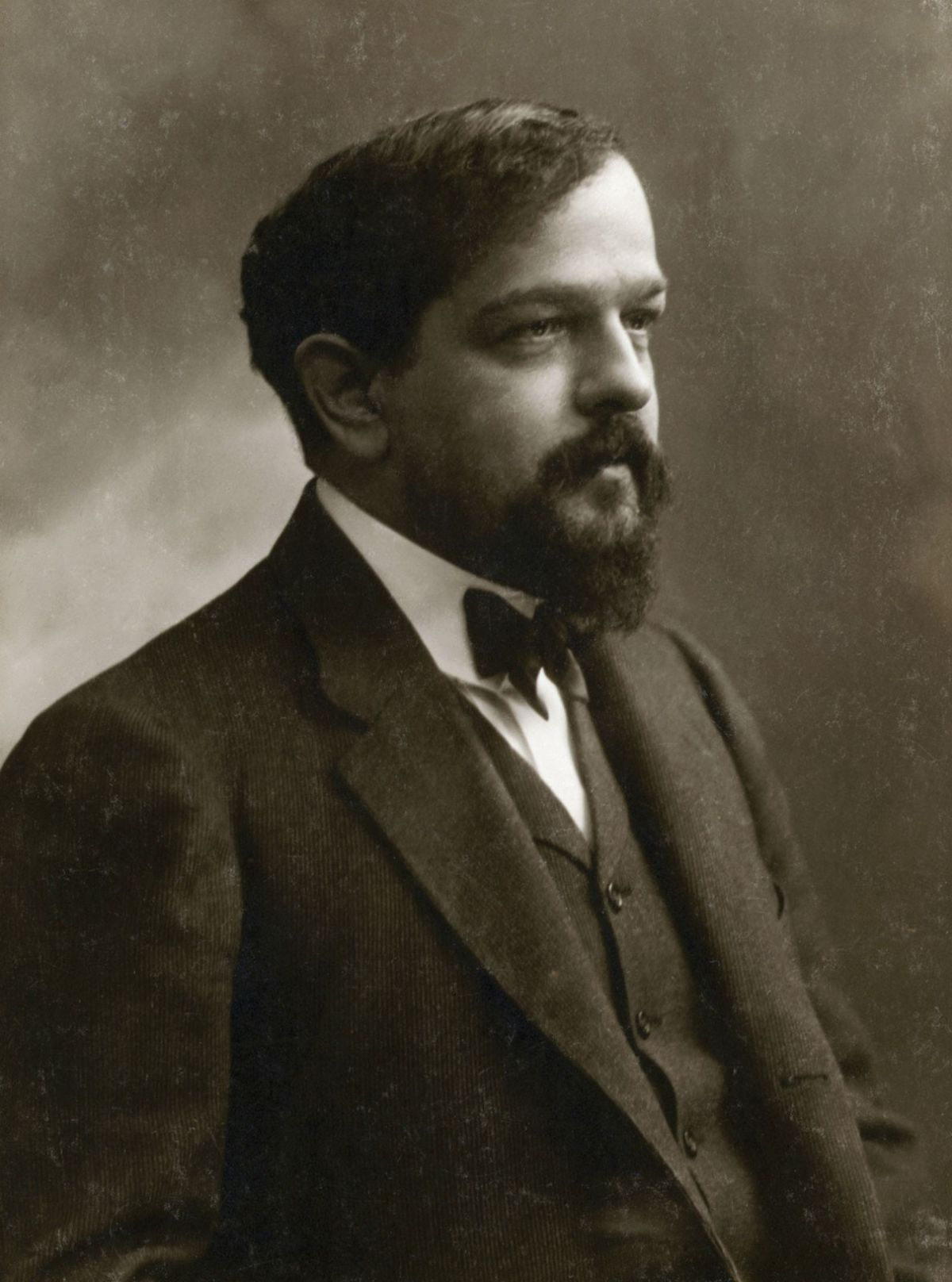
Claude Debussy

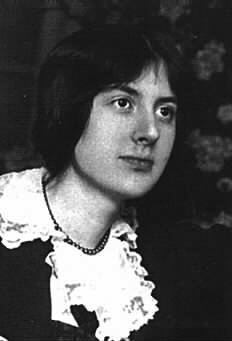
Lili Boulanger

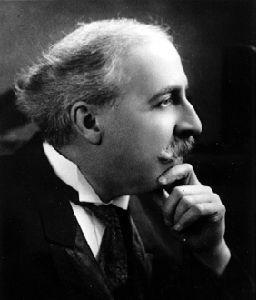
Alexis Contant

- 10 janvier : Alphonse Mailly, organiste et compositeur belge (° 27 novembre 1833).
- 17 janvier : Louise Héritte-Viardot, compositrice, pianiste et cantatrice française (° 14 décembre 1841).
- 18 janvier : Amalie Materna, soprano autrichienne (° 10 juillet 1844).
- 22 janvier : Gustav Schreck, compositeur, Thomaskantor et pédagogue allemand (° 8 septembre 1849).
- 12 février : Constant Pierre, musicologue français (° 24 août 1855).
- 15 février : Pedro Marqués, compositeur espagnol (° 20 mai 1843).
- 23 février : Sophie Menter, pianiste allemande (° 29 juillet 1846).
- 27 février : Vassili Safonov, pianiste et chef d’orchestre russe (° 6 février 1852).
- 1er mars : Emil Sjögren, compositeur suédois (° 16 juin 1853).
- 15 mars : 
  - Lili Boulanger, compositrice française (° 21 août 1893).
  - José White Lafitte, violoniste et compositeur cubain (° 17 janvier 1836).
- 23 mars : Théo Ysaÿe, compositeur et pianiste belge (° 2 mars 1865).
- 25 mars : Claude Debussy, compositeur français (° 22 août 1862).
- 26 mars : César Cui, compositeur russe (° 18 janvier 1835).
- 2 mai : Henri Kling, corniste et compositeur français (° 14 février 1842).
- 10 mai : Pauline Lauters, chanteuse d'opéra belge  (° 1er décembre 1834).
- 18 mai : Toivo Kuula, compositeur et chef d'orchestre finlandais (° 7 juillet 1883).
- 22 mai : Fritz Seitz, compositeur, violoniste et chef d'orchestre allemand (° 12 juin 1848).
- 25 mai : Henry Schradieck, violoniste, pédagogue et compositeur allemand (° 29 avril 1846).
- 10 juin : Arrigo Boito, compositeur, romancier et poète italien (° 24 février 1842).
- 14 juillet : Lothar Kempter, chef d'orchestre et compositeur germano-suisse (° 5 février 1844).
- 27 juillet : Gustav Kobbé, critique musical américain (° 4 mars 1857).
- 2 août : Martin Krause, pianiste concertiste et compositeur allemand (° 17 juin 1853).
- 15 août : Heinrich Köselitz, compositeur allemand (° 10 janvier 1854).
- 12 septembre : Francesc de Paula Sànchez i Cavagnach, compositeur catalan (° 6 février 1845).
- 19 septembre : Liza Lehmann, soprano et compositrice britannique (° 11 juillet 1862).
- 7 octobre : Hubert Parry, compositeur anglais (° 27 février 1848).
- 8 octobre : Károly Aggházy, pianiste et compositeur hongrois (° 30 octobre 1855).
- 12 octobre : Pedro Gailhard, artiste lyrique et directeur de théâtre français (° 1er août 1848).
- 15 octobre : Antonio Cotogni, baryton et pédagogue italien (° 1er août 1831).
- 20 octobre : Roger Boucher, organiste et compositeur français (° 13 janvier 1885).
- 20 octobre : Joseph Boulnois, organiste et compositeur française (° 28 janvier 1884).
- 22 octobre : Georges Cucuel, musicologue français (° 14 décembre 1884).
- 24 octobre : Charles Lecocq, compositeur d’opérette français (° 3 juin 1832).
- 31 octobre : Théophile Laforge, altiste français (° 6 mars 1863).
- 13 novembre : Georges Antoine, compositeur belge (° 28 avril 1892).
- 28 novembre : Alexis Contant, compositeur, organiste, pianiste et professeur de musique québécois (° 12 novembre 1858).
- 26 décembre : Jean Brus, compositeur et chef d'orchestre français (° date indéterminée).

Date indéterminée
- Henri Berthelier, violoniste et pédagogue français (° 27 décembre 1856).